# Pseudimalmus fasciatus
Pseudimalmus fasciatus är en skalbaggsart som först beskrevs av Hintz 1919.  Pseudimalmus fasciatus ingår i släktet Pseudimalmus och familjen långhorningar. Inga underarter finns listade i Catalogue of Life.